# Кампозавр
Кампозавр (Camposaurus arizonensis) — динозавр з групи целофізоїдів (Coelophysoidea). Назву йому було надано на честь американського палеонтолога Чарлза Левіса Кампа (Charles Lewis Camp).  Теропод з групи цератозаврів.
Жив в часи пізнього тріасу (прибл. 227–221 млн років тому) на території  Північної Америки. Довжина тіла прибл. 3 м, зріст близько 1,2 м, маса тіла близько 50 кг. Його рештки знайдено в США (шт. Аризона).
Описаний на підставі кісток кінцівок і інших фрагментів кістяка. Дещо схожий на целозавра та мегапнозавра.

## Ресурси Інтернета
- kampozaur на dinoruss.com [Архівовано 4 серпня 2007 у Wayback Machine.]